# Racine grecque
 (janvier 2022).
La mise en forme du texte ne suit pas les recommandations de Wikipédia : il faut le « wikifier ».
Les points d'amélioration suivants sont les cas les plus fréquents. Le détail des points à revoir est peut-être précisé sur la page de discussion.
- Les titres sont pré-formatés par le logiciel. Ils ne sont ni en capitales, ni en gras.
- Le texte ne doit pas être écrit en capitales (les noms de famille non plus), ni en gras, ni en italique, ni en « petit »…
- Le gras n'est utilisé que pour surligner le titre de l'article dans l'introduction, une seule fois.
- L'italique est rarement utilisé : mots en langue étrangère, titres d'œuvres, noms de bateaux, etc.
- Les citations ne sont pas en italique mais en corps de texte normal. Elles sont entourées par des guillemets français : « et ».
- Les listes à puces sont à éviter, des paragraphes rédigés étant largement préférés. Les tableaux sont à réserver à la présentation de données structurées (résultats, etc.).
- Les appels de note de bas de page (petits chiffres en exposant, introduits par l'outil «  Source ») sont à placer entre la fin de phrase et le point final[comme ça].
- Les liens internes (vers d'autres articles de Wikipédia) sont à choisir avec parcimonie. Créez des liens vers des articles approfondissant le sujet. Les termes génériques sans rapport avec le sujet sont à éviter, ainsi que les répétitions de liens vers un même terme.
- Les liens externes sont à placer uniquement dans une section « Liens externes », à la fin de l'article. Ces liens sont à choisir avec parcimonie suivant les règles définies. Si un lien sert de source à l'article, son insertion dans le texte est à faire par les notes de bas de page.
- La présentation des références doit suivre les conventions bibliographiques. Il est recommandé d'utiliser les modèles {{Ouvrage}}, {{Chapitre}}, {{Article}}, {{Lien web}} et/ou {{Bibliographie}}. Le mode d'édition visuel peut mettre en forme automatiquement les références.
- Insérer une infobox (cadre d'informations à droite) n'est pas obligatoire pour parachever la mise en page.

Pour une aide détaillée, merci de consulter Aide:Wikification.
Si vous pensez que ces points ont été résolus, vous pouvez retirer ce bandeau et améliorer la mise en forme d'un autre article.
Les racines grecques sont des radicaux linguistiques {on trouvera ci-dessous leur liste classée par initiale} ayant pour origine le grec ancien. Très répandues dans les langues occidentales modernes, leur déformation par l'usage est parfois telle qu'il n'est pas facile de les reconnaître [voir par exemple aimant, boutique, écureuil, église, paroisse, police (d'assurance ou de caractères), prêtre, taie, ou encore l'anglais surgeon].
Depuis la Renaissance, la langue française en fait grand usage en les associant entre elles pour la construction de mots savants et de néologismes. Les nouveaux mots ainsi formés (téléphone, cinématographe, pédiatre…) sont de ce fait compréhensibles d'emblée par un public lettré. La grande majorité de ces mots relèvent du vocabulaire scientifique, technique ou médical.
Mais, à l'instar de Umberto Eco, on peut, par humour, inventer des mots de fantaisie constitués selon le même procédé de juxtaposition, comme l'illustrent les exemples suivants (dont certains sont peut-être appelés à devenir, comme chronophage, d'usage courant) :  chronophage, hippocampéléphantocamélos, orchidoclaste, podoclaste (pour « casse-pieds »), pseudopyge (pour « faux-cul »), tétrapilectomie, myiosodomite ou encore xyloglossie (pour « langue de bois »), etc.
Le français, contrairement aux autres langues latines dont l'orthographe est majoritairement phonologique, s'efforce de respecter assez fidèlement, notamment depuis le XIXe siècle, et selon des normes de translittération relativement rigoureuses (surtout en ce qui concerne les consonnes), l'orthographe originelle des mots grecs. C'est ainsi que l'on écrit en français chlorophylle, dysenterie, dysphagie, orthographe, philosophie, phytothérapie, polyglotte, psychologie, thermodynamique, xénophobie et xylophone, alors que l'on rencontre, dans leurs lexiques respectifs, les mots roumain clorofilă, sicilien dissintirìa, italien disfagia, asturien ortografía, romanche filosofia, occitan fitoterapia, espagnol políglota, catalan psicologia, sarde termodinàmica, portugais xenofobia et galicien xilófono. Toutefois, cette rigueur orthographique (encore maintenue en anglais ou en allemand) a connu quelques assouplissements puisque l'on écrit aujourd'hui Ophtalmie, Diphtérie, Phtisie et Rythme, et non plus ophthalmie, diphthérie, phthisie et rhythme, comme les écrivait Littré dans son dictionnaire ; quant aux mots anglais correspondants, ils s'écrivent : ophthalmia, phthisis, diphteria et rhythm.
Il arrive assez fréquemment qu'un mot français dérive d'un mot grec par l'intermédiaire d'un mot latin. Dans ce cas, le mot français est indiqué, dans l'une des 24 listes classées ci-dessous par initiale, en regard du mot grec originel ; voir par exemple, dans l'une de ces listes, les racines augm-, -carcér-, -cléri-, cupr-1, cygn-, purpur- ou prêtr-.
La langue grecque a pris l'habitude, fréquente au moins depuis Homère, de forger des mots par juxtaposition de deux racines grecques (comme le fait l'allemand moderne, mais plus subtilement, car le grec respecte rigoureusement certaines règles phonologiques concernant une éventuelle élision à la fin du premier mot ou bien une modification de l'éventuelle voyelle initiale du second mot). On rencontre ainsi, dans l'Odyssée, l'adjectif ῥοδοδάκτυλος [ῥόδο(ν)-δάκτυλος, aux doigts de rose, qualificatif de l'Aurore Ἠώς] ou le surnom γλαυκῶπις [γλαυκ(ός)-ὦπις, aux yeux pers, qualificatif de la déesse Athéna Ἀθηνᾶ]. S'inspirant du même procédé, la grande majorité des mots savants français issus du grec ont été et sont encore forgés à partir de deux mots grecs. Certains mots scientifiques ont même été formés en juxtaposant plus de deux mots grecs ; parmi ces cas très exceptionnels, on peut citer Anoplura (formé à partir des racines grecques an-1 [ἄν-], (h)opl- [ὅπλον] et -our- [οὐρά]), Triceratops (où l'on reconnaît les racines grecques tri- [τρεῖς], -cera- [κέρας, -ατος] et -ops [ὤψ]) ou même Nanobiotechnologie 
(à partir des quatre racines nano- [νᾶνος], -bio- [βίος], -techno- [τέχνη] et -logie [λόγος]).
Il arrive aussi qu'on ait forgé certains mots français en faisant suivre une racine d'origine latine par une racine d'origine grecque ou inversement, bien qu'il ait longtemps été interdit de juxtaposer ainsi une racine latine et une racine grecque (et ce tabou est encore très largement respecté par les puristes qui qualifient de « monstre » de tels hybrides) ; certains auteurs le font cependant intentionnellement pour donner au terme ainsi forgé une connotation péjorative (par exemple, le terme méritocratie, forgé en 1958 par le sociologue anglais Michael Dunlop Young). Les premiers mots à faire exception à cette règle implicite furent, après fructidor et messidor (proposés par Fabre d'Églantine), les deux mots sociologie (par Auguste Comte) et homosexualité (par Karl-Maria Kertbeny). L'une des plus répandues de ces exceptions est automobile.
Le site web du Robert comporte une liste des principales racines grecques utilisées dans les langues européennes

## Racines grecques classées par initiale
A
B
C
D
E
F
G
H
I
J
K
L
M
N
O
P
Q
R
S
T
U
V
W
X
Y
Z